# 1950 en Suisse
Chronologie de la Suisse
- 1946
- 1947
- 1948
- 1949
- 1950
- 1951
- 1952
- 1953
- 1954

Chronologie de la Suisse
1949 en Suisse - 1950 en Suisse - 1951 en Suisse

## Gouvernement au1erjanvier 1950
- Conseil fédéral[1]:
  - Max Petitpierre (PRD/NE), président de la Confédération
  - Eduard von Steiger (UDC/BE), vice-président de la Confédération
  - Ernst Nobs (PS/ZH)
  - Rodolphe Rubattel (PRD/VD)
  - Karl Kobelt (PRD/SG)
  - Enrico Celio (PDC/TI)
  - Philipp Etter (PDC/ZG)

## Évènements

### Janvier
- Samedi 7 janvier  : décès à Zoug, à l’âge de 70 ans, de Fritz Schmuziger, président du Conseil d’administration de Landis & Gyr.
- Mardi 17 janvier  : la Suisse reconnaît la République populaire de Chine.
- Dimanche 29 janvier  : 
  - Votations fédérales. Le peuple rejette, par 387 456 non (53,7 %) contre 333 878 oui (46,3 %), l’arrêté fédéral prorogeant et modifiant celui qui concerne les mesures destinées à encourager la construction de maisons d'habitation. Seuls les cantons de Bâle-Ville, Berne, Genève, Neuchâtel, Tessin, Vaud et Zurich ont vu la majorité de leur population approuver le projet.
  - Votations cantonales à Bâle-Ville: Le peuple accepte par 14 668 oui contre 10 805 non une loi prévoyant une réduction d'impôts pour les petits et moyens contribuables.

### Février
- Mercredi 1er février  : inauguration à Berne du premier studio du service d’informations téléphoniques par les PTT.
- Lundi 13 février  : 
  - L’Agence télégraphique suisse inaugure un service d’information par téléphone à l’usage du grand public.
  - Décès à Ollon, à l’âge de 83 ans, du peintre Frédéric Rouge.
- Mercredi 15 février  : vernissage de l’exposition Paul Gauguin au Musée des Beaux-Arts de Lausanne.
- Dimanche 19 février  : à Bâle, le thermomètre indique 19,5 degrés Celsius. Il s’agit de la température la plus élevée jamais mesurée à cette date.
- Dimanche 26 février  : pour la onzième fois de son histoire, le HC Davos devient champion de Suisse de hockey-sur-glace.

### Mars
Dimanche 5 mars 
- Elections cantonales dans le Canton de Vaud. Paul Chaudet (PRD), Paul Nerfin (PRD), Pierre Oguey (PRD), Gabriel Despland (PRD), Edmond Jaquet (PLS) et Rodolphe Rubattel (PRD) sont élus au Conseil d’Etat lors du 1er tour de scrutin.

 Dimanche 12 mars 
- Elections cantonales à Bâle-Ville. Edwin Zweifel (PRD), Peter Zschokke (PLS) et Gustav Wenk (PSS) sont élus au Conseil d’Etat lors du 1er tour de scrutin.

 Jeudi 16 mars 
- Elections cantonales à Bâle-Ville. Alfred Schaller (PRD), Fritz Ebi (PSS), Fritz Brechbühl (PSS) et Carl Peter (conservateur) sont élus tacitement.

 Vendredi 17 mars 
- Décès à Baltimore, à l’âge de 83 ans, du psychiatre d’origine suisse Adolf Meyer.

 Dimanche 19 mars 
- Elections cantonales dans le Canton de Vaud. Arthur Maret (PSS) est élu au Conseil d’Etat lors du 2e tour de scrutin.

 Vendredi 24 mars 
- Un avion militaire de type Mustang s’écrase près de Thoune (BE). Son pilote est tué sur le coup.

### Avril
Dimanche 9 avril 
- Un gigantesque incendie ravage les forêts bourgeoisiales de Sierre (VS).

 Vendredi 14 avril 
- Mise en service de l’usine hydro-électrique de Lavey (VD).

 Dimanche 16 avril 
- Un avion de la compagnie World Air Carriers s'écrase dans le massif du Hohgant. Les 6 occupants sont tués.

### Mai
Dimanche 7 mai 
- Elections cantonales à Berne. Markus Feldmann (PAB), Walter Siegenthaler (PAB), Fritz Giovanoli (PSS), Samuel Brawand (PSS), Virgile Moine (PRD), Dewet Buri (PAB), Georges Moeckli (PSS), Max Gafner (PAB) et Arnold Seematter (PRD) sont élus au Conseil d’Etat lors du 1er tour de scrutin.

### Juin
Dimanche 4 juin 
- Votations fédérales. Le peuple rejette, par 486 381 non (64,5 %) contre 267 770 oui (55,5 %), l’arrêté fédéral instituant de nouvelles dispositions constitutionnelles sur le régime financier de la Confédération.
- Réouverture du Théâtre du Jorat à Mézières avec la création de Passage de l’étoile, de Jean Villard (dit Gilles).
- Le Servette FC s’adjuge, pour la onzième fois de son histoire, le titre de champion de Suisse de football.

 Jeudi 15 juin 
- Les derniers tramways de La Chaux-de-Fonds (NE) sont remplacés par des trolleybus et des autobus.

 Mercredi 28 juin 
- Décès à Payerne (VD), à l’âge de 70 ans, de l’architecte Louis Bosset, ancien archéologue cantonal.

### Juillet
Samedi 1er juillet 
- Décès à Genève, à l’âge de 85 ans, du compositeur Émile Jaques-Dalcroze.
- Le Suisse Hugo Koblet remporte le Tour de Suisse cycliste.

 Samedi 8 juillet 
- Vernissage de l’exposition Gustave Courbet, à la Salle des Remoarts de La Tour-de-Peilz (VD).

 Jeudi 13 juillet 
- Début des 12e Championnats du monde de gymnastique à Bâle.

### Août
Samedi 5 août 
- Décès à Zurich, à l’âge de 73 ans, du physiologiste Emil Abderhalden

 Dimanche 6 août 
- Le Zurichois Ferdi Kübler remporte le Tour de France cycliste.

### Septembre
Dimanche 3 septembre 
- Décès à Onex (GE), à l’âge de 72 ans, de l’architecte Raoul Montandon.

 Mercredi 6 septembre 
- Débuts de Ve Rencontres internationales de Genève, dont le thème est Les droits de l'esprit et les exigences sociales.

 Samedi 9 septembre 
- Journée d’inauguration du XXXIe Comptoir suisse, qui accueille 2 060 exposants. Un pavillon est consacré à l’économie italienne.

 Jeudi 14 septembre 
- Josef Escher est élu au Conseil fédéral pour remplacer Enrico Celio.

 Mercredi 20 septembre 
- Pour protester contre mévente de leurs produits face à la concurrence étrangère, les cultivateurs valaisans déversent 150 tonnes de tomates dans le Rhône.

 Dimanche 24 septembre 
- Décès à Fribourg, à l’âge de 75 ans du géographe Paul Girardin.

### Octobre
Dimanche 1er octobre 
- Votations fédérales. Le peuple rejette, par 429 091 non (73,0 %) contre 158 794 oui (27,0 %), l'initiative populaire « Protection du sol et du travail par des mesures contre la spéculation »

 Samedi 7 octobre 
- Ouverture du Centre européen de la culture à Genève.

 Mercredi 25 octobre 
- Tadeusz Reichstein, professeur de chimie organique à l'Université de Bâle, est désigné pour le Prix Nobel de médecine, avec deux confrères américains, pour des recherches sur la cortisone.

 Dimanche 29 octobre 
- Votation cantonale. Le corps électoral du canton de Berne approuve l’inscription des droits du peuple jurassien dans la constitution.

### Novembre
Samedi 4 novembre 
- Inauguration de la Cinémathèque suisse à Lausanne.

 Mercredi 13 novembre 
- De fortes pluies s’abattent sur la Suisse. La Plaine de l’Orbe et Yverdon sont sous l’eau.

 Vendredi 22 novembre 
- Décès à Berne, à l’âge de 83 ans, d’Albert Wander, inventeur de l’Ovomaltine.

 Mardi 26 novembre 
- En raison des hautes eaux, les ports de Bâle doivent interrompre leurs activités.

### Décembre
Vendredi 1er décembre 
- Recensement fédéral de la population. La Suisse compte 4 714 992 habitants.

 Samedi 2 décembre 
- Décès à Genève, à l’âge de 33 ans, du pianiste Dinu Lipatti.

 Dimanche 3 décembre 
- Election complémentaire dans le Canton de Vaud. Alfred Oulevay (PRD) est élu au Conseil d’Etat lors du 1er tour de scrutin.

 Samedi 9 décembre 
- Vernissage, au Kunsthaus de Zurich, de l’exposition Marc Chagall.

 Vendredi 22 décembre 
- Mise en service du télésiège de Médran à Verbier (VS).

 Dimanche 31 décembre 
- La ligne de tramway Mendrisio-Chiasso est mise définitivement hors service.